# ノルスペルミジン
ノルスペルミジン（Norspermidine）とはポリアミンの一種である。スペルミジンと類似した構造を持つ。多くの種類の植物や真正細菌、藻類から見出されている。人からは発見されていない。
抗腫瘍薬としての利用が検討されている。

## 生理活性
ノルスペルミジンはコレラ菌Vibrio choleraeのバイオフィルム形成を活性化させる。コレラ菌のバイオフィルム形成は他の生物細胞への吸着と環境中やヒト宿主内での生存に重要であり、ノルスペルミジンはコレラ菌の感染に関与する。ノルスペルミジンは真性細菌や古細菌、藻類、植物、二枚貝から検出されており、コレラ菌の吸着を媒介する細胞間シグナル分子であると考えられている。

## 反応

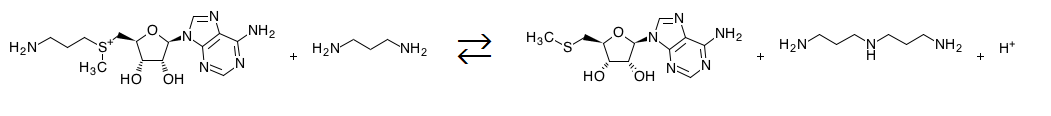
S-アデノシルメチオニンアミン + 1,3-ジアミノプロパン 5'-メチルチオアデノシン + ノルスペルミジン + H^{+}。ビブリオ科細菌（Vibrio属やPhotobacterium leiognathi、P. angustumなど）は、1,3-ジアミノプロパンの添加によりノルスペルミジンの合成を活発に行う。

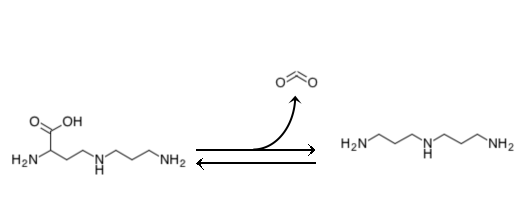
カルボキシノルスペルミジン脱炭酸酵素によるノルスペルミジンの合成反応。カルボキシノルスペルミジンノルスペルミジン + 二酸化炭素

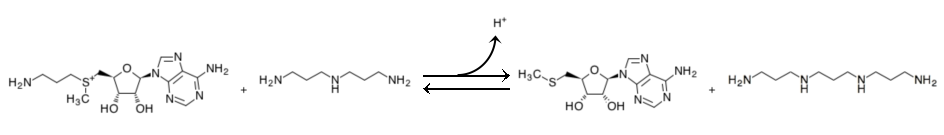
S-アデノシル-3-(メチルチオ)プロピルアミン:ノルスペルミジン 3-アミノプロピル転移酵素によるノルスペルミジンのノルスペルミン変換。S-アデノシルメチオニンアミン + ノルスペルミジン 5'-メチルチオアデノシン + ノルスペルミン + H^{+}